# Xylocopinae
Xylocopinae là một phân họ ong trong họ Apidae phân bố toàn cầu, và bao gồm các loài ong tương tự ong bầu và các qua hệ chưa rõ ràng hơn. Các tông trong phân họ này ngoài Xylocopini bao gồm hầu hết các loài có kích thước nhỏ, có lông tương đối, sáng màu. Phần lớn chúng làm tổ trong gỗ chết trong khi một số khác sống riêng biệt, một ít sống theo bầy, và có một số chi có kim chích.

## Hình ảnh

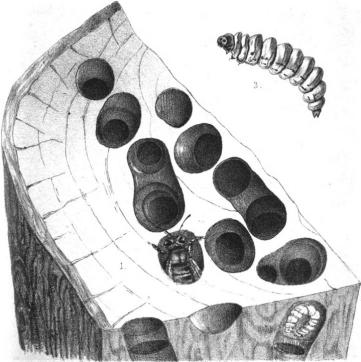
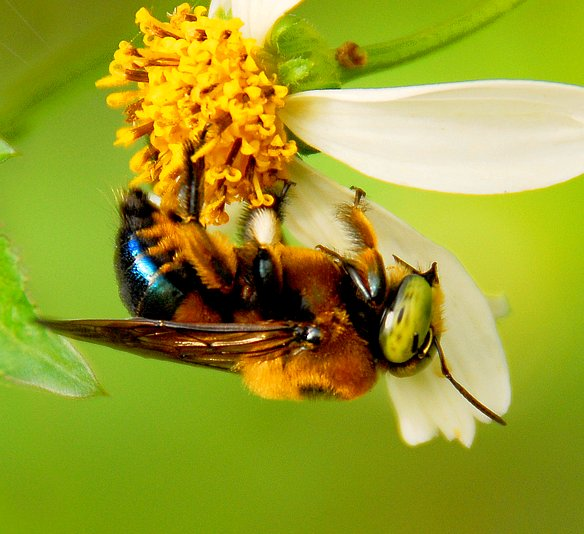
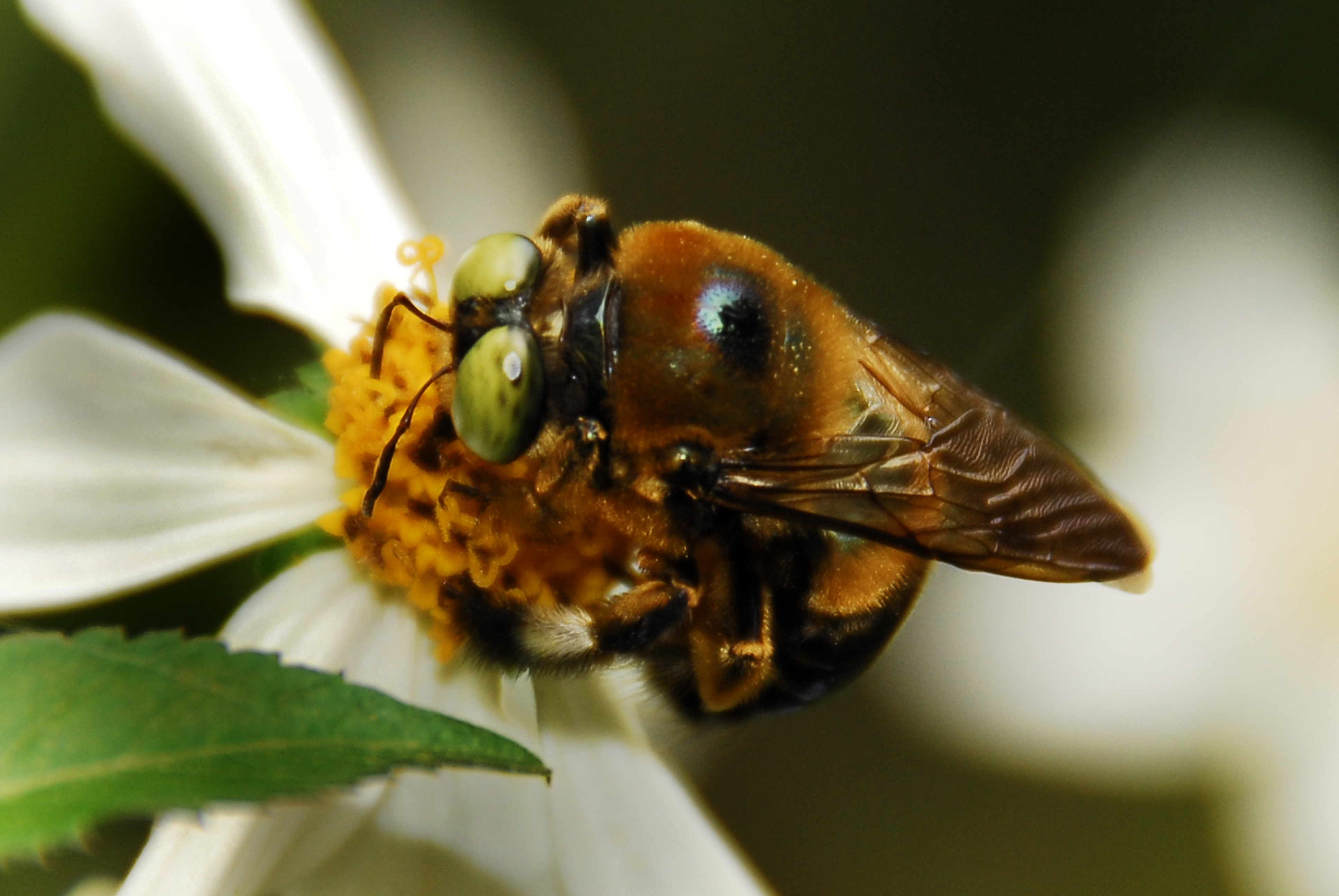
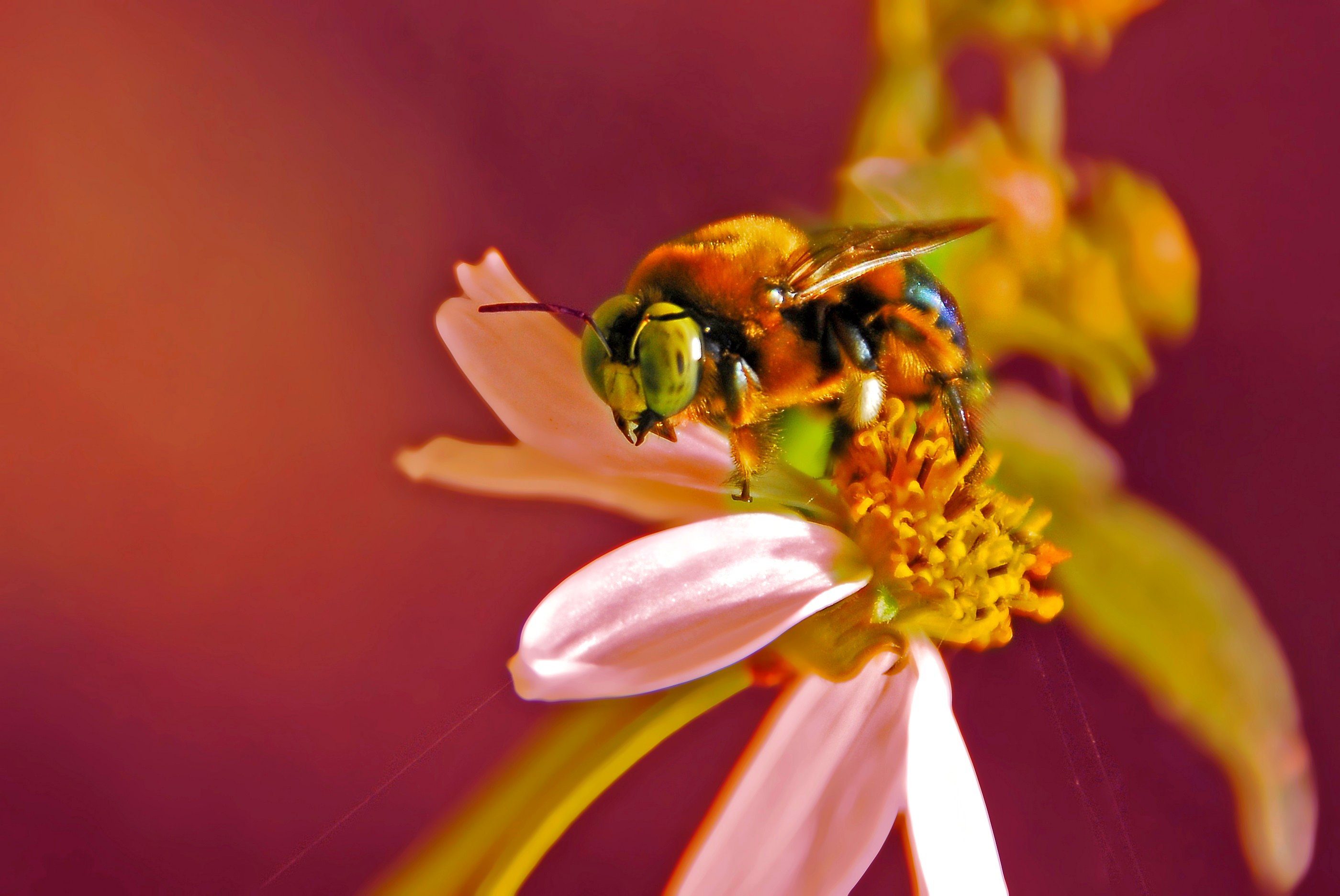